# 新曲河
新曲河是一条位于中国江苏省泰兴市中部南北走向的人工运河，北起泰兴市新街镇，南至泰兴市曲霞镇，是一条可通航的重要内河航道。